# Parapleustes pugettensis
Parapleustes pugettensis är en kräftdjursart. Parapleustes pugettensis ingår i släktet Parapleustes och familjen Pleustidae. Inga underarter finns listade i Catalogue of Life.